# Revest-des-Brousses
Revest-des-Brousses är en kommun i departementet Alpes-de-Haute-Provence i regionen Provence-Alpes-Côte d'Azur i sydöstra Frankrike. Kommunen ligger  i kantonen Banon som ligger i arrondissementet Forcalquier. År 2022 hade Revest-des-Brousses 264 invånare.

## Befolkningsutveckling
Antalet invånare i kommunen Revest-des-Brousses
Referens: INSEE